# Janów Lubelski
Janów Lubelski är en stad i Lublins vojvodskap i sydöstra Polen. Janów Lubelski, som för första gången nämns i ett dokument från år 1245, hade 12 079 invånare år 2014.